# Jewgienij Pierwiencew
Jewgienij Iwanowicz Pierwiencew (ros. Евгений Иванович Первенцев, ur. 22 czerwca 1926, zm. 14 grudnia 2023) – szef KGB Tadżyckiej SRR (1975-1985).

## Życiorys
Od 15 lutego 1943 w Armii Czerwonej, kursant Szkoły Piechoty Czerwonego Sztandaru im. Frunzego w Omsku, 1945 zdemobilizowany, pracował jako nauczyciel. Był organizatorem KC Komsomołu w szkole rzemieślniczej, od 1947 II sekretarz KC Komsomołu Ukraińskiej SRR, kierownik grupy lektorskiej Komitetu Obwodowego Komsomołu w Izmailu. Od 1950 w służbach specjalnych, skończył szkołę MGB nr 302 we Lwowie, funkcjonariusz Zarządu MGB, później KGB obwodu leningradzkiego, od 17 października 1964 do 24 grudnia 1970 szef KGB Jakuckiej ASRR, później szef 2 Głównego Zarządu KGB, od września 1975 do stycznia 1985 szef KGB Tadżyckiej SRR, generał major. 1979-1989 deputowany do Rady Narodowości Rady Najwyższej ZSRR 10 i 11 kadencji.

## Odznaczenia
- Order Rewolucji Październikowej
- Order Czerwonego Sztandaru
- Order Czerwonego Sztandaru Pracy (dwukrotnie)
- Odznaka "Honorowy Funkcjonariusz Bezpieczeństwa Państwowego"

I 30 medali.